# Leichtathletik-Länderkampf der Frauen 1952 Italien – BR Deutschland
| 2. Leichtathletik-Länderkampf mit bundesdeutscher Beteiligung 1952 | 2. Leichtathletik-Länderkampf mit bundesdeutscher Beteiligung 1952 |               |
| ------------------------------------------------------------------ | ------------------------------------------------------------------ | ------------- |
|                                                                    |                                                                    |               |
| Ländervergleich der Frauen: Italien – BR Deutschland               |                                                                    |               |
| Austragungsort                                                     | Mailand                                                            |               |
| Wettbewerbe                                                        | 9                                                                  |               |
| Datum                                                              | 22. Juni 1952                                                      |               |
| 1. FRG 2. ITA                                                      | 51 Punkte 42 Punkte                                                |               |
| Chronik                                                            |                                                                    |               |
| ← FRG-NLD (F)                                                      | LUX-FRG (M) →                                                      | LUX-FRG (M) → |

Der zweite Vergleich des Länderkampfjahres 1952 war ebenfalls den Frauen vorbehalten. Am 22. Juni trafen sie zum dritten Mal auf die Leichtathletinnen aus Italien. Die beiden vorangegangenen Vergleiche mit diesen Gegnerinnen hatte Deutschland gewonnen.

## Wettbewerbe und Modus
Wie im Aufeinandertreffen mit den Niederlanden zwei Wochen zuvor standen wieder alle neun Wettbewerbe des damals üblichen olympischen Frauenangebots auf dem Programm. Die Veranstaltung wurde an einem Tag ausgetragen. In den Einzeldisziplinen wurde nach dem üblichen System gewertet, in der Staffel mit vier zu eins Punkten.

## Ergebnis
Alle Laufwettbewerbe mit Ausnahme der 4-mal-100-Meter-Staffel wurden von den bundesdeutschen Sportlerinnen gewonnen. Auch die beiden Sprungdisziplinen Hoch- und Weitsprung gingen an die Bundesrepublik Deutschland. Die Italienerinnen sicherten sich die Wertungen der drei Wettkämpfe Kugelstoßen, Diskus- und Speerwurf im Bereich Stoß/Wurf. Am Ende brachte das einen Erfolg der bundesdeutschen Athletinnen mit 51 zu 42 Punkten.

## Resultate

### 100 m
| Platz | Athletin            | Land | Zeit (s) |
| ----- | ------------------- | ---- | -------- |
| 1     | Helga Klein         | FRG  | 12,1     |
| 2     | Liliana Tagliaferri | ITA  | 12,3     |
| 3     | Giuseppina Leone    | ITA  | 12,3     |
| 4     | Ursula Knab         | FRG  | 12,5     |

### 200 m
| Platz | Athletin          | Land | Zeit (s) |
| ----- | ----------------- | ---- | -------- |
| 1     | Helga Klein       | FRG  | 26,2     |
| 2     | Maria Arenz       | FRG  | 27,1     |
| 3     | Vittoria Cesarini | ITA  | 27,8     |
| 4     | Piera Fassio      | ITA  | 27,9     |

Versehentlich betrug die Streckenlänge 210 Meter.

### 80 m Hürden
| Platz | Athletin              | Land | Zeit (s) |
| ----- | --------------------- | ---- | -------- |
| 1     | Anneliese Seonbuchner | FRG  | 11,5     |
| 2     | Milena Greppi         | ITA  | 11,6     |
| 3     | Maria Musso           | ITA  | 11,9     |
| 4     | Lotte Wackersreuther  | FRG  | 12,2     |

### 4 × 100 m Staffel
| Platz | Besetzung      | Land                                                                 | Zeit (s) |
| ----- | -------------- | -------------------------------------------------------------------- | -------- |
| 1     | Italien        | Giuseppina Leone Milena Greppi Vittoria Cesarini Liliana Tagliaferri | 47,0     |
| 2     | BR Deutschland | Maria Arenz Helga Klein Anneliese Seonbuchner Ursula Knab            | 47,8     |

### Hochsprung
| Platz | Athletin                | Land | Höhe (m) |
| ----- | ----------------------- | ---- | -------- |
| 1     | Wilhelmine Schubert     | FRG  | 1,55     |
| 2     | Bettiselli              | ITA  | 1,53     |
| 3     | Margarethe von Buchholz | FRG  | 1,50     |
| 4     | Ester Palmesino         | ITA  | 1,45     |

### Weitsprung
| Platz | Athletin              | Land | Weite (m) |
| ----- | --------------------- | ---- | --------- |
| 1     | Leni Hofknecht        | FRG  | 5,64      |
| 2     | Lore Fauth            | FRG  | 5,50      |
| 3     | Maria Gabriella Pinto | ITA  | 5,04      |
| 4     | Orsoni                | ITA  | 4,95      |

### Kugelstoßen
| Platz | Athletin          | Land | Weite (m) |
| ----- | ----------------- | ---- | --------- |
| 1     | Amelia Piccinini  | ITA  | 13,28     |
| 2     | Jolanda Mayr      | FRG  | 12,68     |
| 3     | Marianne Heinrich | FRG  | 12,60     |
| 4     | Ada Turci         | ITA  | 12,31     |

### Diskuswurf
| Platz | Athletin               | Land | Weite (m) |
| ----- | ---------------------- | ---- | --------- |
| 1     | Edera Gentile-Cordiale | ITA  | 43,95     |
| 2     | Else Hümmer            | FRG  | 42,97     |
| 3     | Ilse Peters            | FRG  | 41,33     |
| 4     | Gabre Gabric           | ITA  | 38,94     |

### Speerwurf
| Platz | Athletin       | Land | Weite (m) |
| ----- | -------------- | ---- | --------- |
| 1     | Ada Turci      | ITA  | 42,71     |
| 2     | Gisela Maier   | FRG  | 42,15     |
| 3     | Elisabeth Groß | FRG  | 41,05     |
| 4     | Alda Rossi     | ITA  | 37,88     |